# Веществото
„Веществото“ (на английски: The Substance) е филм на ужасите („body horror“) от 2024 година на режисьора Корали Фаргит.

## Сюжет
Внимание:  Текстът по-долу разкрива сюжета на произведението (или части от него)!
Елизабет Спаркъл, която има звезда на „Алеята на славата“ в Холивуд и води сутрешно шоу по аеробика, е уволнена от шоуто си на петдесетия си рожден ден. Продуцентът на шоуто Харви цинично ѝ казва, че е твърде стара. На път за вкъщи, Елизабет претърпява автомобилна катастрофа, а в болницата медицински брат пъха флашка с реклама на „Веществото“ в палтото си. Това е нелегален наркотик на черния пазар, който може да се използва за създаване на по-млада, по-напреднала версия на оригиналния потребител. Елизабет поръчва „Веществото“, поставя си фаталната инжекция и нейната „по-млада версия“ на име Сю излиза от тялото на Спаркъл...

## Актьорски състав
| Актьор           | Роля                                                        |
| ---------------- | ----------------------------------------------------------- |
| Деми Мур         | Елизабет Спаркъл – бивша водеща на сутрешно шоу по аеробика |
| Маргарет Куоли   | Сю – „по-млада версия“ на Елизабет                          |
| Денис Куейд      | Харви – продуцентът на шоуто                                |
| Едуард Хамилтън  | Фред                                                        |
| Гор Ейбрамс      | Оливър                                                      |
| Оскар Лесаж      | Трой                                                        |
| Крисчън Ериксън  | мъж на вечеря                                               |
| Робин Гриър      | медицински брат                                             |
| Том Мортън       | лекар                                                       |
| Уго Диего Гарсия | Диего                                                       |
| Ян Бийн          | гласа на „Веществото“                                       |

## Снимачен процес
- Филмът спечели наградата на филмовия фестивал в Кан през 2024 г. за най-добър сценарий и беше номиниран за главната награда „Златна палма“.